# Tori y Lokita
Tori y Lokita (en francés: Tori et Lokita, es una película belga de 2022 dirigida por los Hermanos Dardenne. La película se estrenó en el Festival de Cine de Cannes de 2022 el 24 de mayo de 2022, donde compitió por la Palma de Oro y ganó el premio especial del 75 aniversario del festival.

## Sinopsis
Se basa en la historia de dos amigos provenientes de África. Ambos viven en Bélgica y se enfrentan a las peores condiciones para poder sobrevivir.

## Reparto
- Pablo Schils como Tori
- Mbundu Joely como Lokita
- Charlotte De Bruyne
- Tijmen Govaerts
- Alban Ukaj

## Lanzamiento
Tori y Lokita es la película de clausura del 46.º Festival Internacional de Cine de Hong Kong , donde se proyectará el 31 de agosto de 2022. La película se estrenará en los cines de Francia el 5 de octubre de 2022. En junio de 2022, Sideshow y Janus Films adquirieron los derechos de distribución de la película en América del Norte.

## Premios y nominaciones
| Año  | Premio / Festival  | Categoría                                    | Nominado          | Resultado |
| ---- | ------------------ | -------------------------------------------- | ----------------- | --------- |
| 2022 | Festival de Cannes | Palme d'Or                                   | Hermanos Dardenne | Nominados |
| 2022 | Festival de Cannes | Premio especial del aniversario del festival | Hermanos Dardenne | Ganadores |